# Anisotremus
Anisotremus is een geslacht in de familie Haemulidae (Haemulidae), orde Baarsachtigen (Perciformes).

## Soorten
- Anisotremus caesius Jordan & Gilbert, 1882
- Anisotremus davidsonii Steindachner, 1876
- Anisotremus dovii Günther, 1864
- Anisotremus interruptus Gill, 1862
- Anisotremus moricandi Ranzani, 1842
- Anisotremus pacifici Günther, 1864
- Anisotremus scapularis Tschudi, 1846
- Anisotremus surinamensis Bloch, 1791
- Anisotremus taeniatus Gill, 1861
- Anisotremus virginicus Linnaeus, 1758 – Boneknaap